# Said Farouk Al-Turki
Said Farouk Al-Turki (arab. ‏سعيد فاروق التركي‎, ur. 27 września 1943) – saudyjski sportowiec.
Brał udział w rzucie dyskiem na Letnich Igrzyskach Olimpijskich 1972.